# Crotalaria smithiana
Crotalaria smithiana är en ärtväxtart som beskrevs av Alma Theodora Lee. Crotalaria smithiana ingår i släktet sunnhampor, och familjen ärtväxter. Inga underarter finns listade i Catalogue of Life.